# Live at the Berlin Philharmonic 1977
Live at the Berlin Philharmonic 1977 ist ein Jazzalbum von Hal Galper. Die am 4. November 1977 auf den Berliner Jazztagen in der Berliner Philharmonie entstandenen Aufnahmen erschienen am 15. Januar 2021 auf Origin Records.

## Hintergrund
Der Pianist Hal Galper hatte – nach Jahrzehnten als Begleitmusiker für Jazzgrößen wie Chet Baker, Cannonball Adderley und Phil Woods – Gelegenheit, eine Reihe von Alben für das Label Origin Records einzuspielen, beginnend mit Furious Rubatto. Es folgten sechs weitere Trio- und Quartett-Alben, was mit The Zone: Live at the Yardbird Suite (2019) endete. Das Origin-Label veröffentlichte schließlich 2021 einen Mitschnitt unter Galpers Namen von 1977, als der Pianist mit den Brecker-Brüdern, dem Trompeter Randy Brecker und dem Saxophonisten Michael Brecker zusammenarbeitete. Hal Galper hatte mit den Brecker Brothers zwei Alben in den frühen 1970er Jahren aufgenommen, The Guerilla Band und Wild Bird; im November 1976 entstand noch Reach Out (SteepleChase), neben Randy und Michael Brecker mit Wayne Dockery und Billy Hart. Im folgenden Jahr trat Galper mit den Brecker Brothers, begleitet von Wayne Dockery am Bass und Bob Moses am Schlagzeug, in der Berliner Philharmonie auf. Die Gruppe spielte fünf Kompositionen Galpers; der Standard „I’ll Never Stop Loving You“ war die einzige Fremdkomposition.

## Titelliste
- Hal Galper Quintet: Live at the Berlin Philharmonic 1977 (Origin 82810)[2]

CD 1
1. Now Hear This 13:59
2. Speak With a Single Voice 24:36
3. I'll Never Stop Loving You (Nikolaus Brodsky, Sammy Cahn) 12:56

CD 2
1. Triple Play 14:04
2. This Is the Thing 12:33
3. Hey Fool 9:31

Wenn nicht anders vermerkt, stammen die Kompositionen von Hal Galper.

## Rezeption
Die Zeitschrift Down Beat vergab fünf Sterne und zählte das Album (mit Keith Jarretts Sun Bear Concerts und Louis Armstrongs The Complete Louis Armstrong Columbia and RCA Victor Sessions 1946–1966) zu den besten Veröffentlichungen von historischen Aufnahmen.
Nach Ansicht von Dan McClenaghan, der das Album in All About Jazz rezensierte, biete Galper mit den Brecker Brothers mit voller Wucht einen rohen, freilaufenden Straight-ahead-Jazz mit Haltung, Adrenalin und Testosteron. Randy und Michael Brecker seien hier Feuer und Flamme; während Galper wie ein Schmied, der auf ein Stück heißes Metall schlage, auf die Klaviertasten hämmere. Selbst eine Piano Battle mit McCoy Tyner scheine da eine gute Idee. Die Band habe allesamt ausgedehnte Workouts geliefert, einschließlich des explosiven 25-minütigen außer Kontrolle geratenen „Speak with a Single Voice“. „Diese Jungs kamen, um kompromisslosen Jazz zu spielen, mit einem Powerhouse-Trendsetter an der Spitze.“
Olaf Maikopf schrieb in Jazz thing, nun gebe es – neben dem erst 1991 unter dem Titel „Redux ’78“ veröffentlichten Mitschnitt aus dem Rosie's Club in New Orleans – mit „Live at the Berlin Philharmonic 1977“ eine weitere zuvor unveröffentlichte Konzertaufnahme dieser Formation, die beim Berliner Jazzfest in absoluter Topform gewesen sei. Die Rhythmusgruppe kenne keine Verschnaufpause und lege Michael Brecker für dessen kraftvoll wie raffiniert geblasene Saxofonläufe das Fundament. Bei der Ballade „I’ll Never Stop Loving You“, der einzigen Fremdkomposition, biete der Tenorsaxophonist dann ein harmonisch-melodisches Spiel, das an John Coltrane erinnere. Hal Galper selbst schaffe einen vollmundigen Sound, bei dem er seiner Fantasie freien Lauf lasse.